# Flavius Aëtius
Flavius Aëtius (Durostorum, ca. 390 - Ravenna, 454) was een magister militum (opperbevelhebber) van het leger in het West-Romeinse Rijk onder keizer Valentinianus III. Hij is vooral bekend geworden door zijn overwinning op de Hunnen.

## Vroege jaren
De vader van Aëtius, Flavius Gaudentius, was afkomstig uit Illyrië en diende als officier bij de pretoriaanse garde aan het hof in Ravenna. Zijn moeder was van Italiaanse komaf. Een deel van zijn kinderjaren (405-408) bracht hij door bij de Visigoten van koning Alaric I en daarna verbleef hij als diplomatiek gijzelaar bij de Hunnen. Aan het hof van Uldin en Charaton leerde hij zijn latere vijanden goed kennen en raakte bevriend met hun latere koning Rugula. Al op jonge leeftijd werd Aëtius aan de pretoriaanse garde toegevoegd.
Tijdens de usurpatie van Johannes in 423 was Aëtius generaal bij het Romeinse leger in Gallië. Hij steunde Johannes bij zijn streven keizer van het West-Romeinse Rijk te worden. Johannes stuurde hem in 425 naar de Hunnen om troepen te ronselen tegen de Oost-Romeinse keizer Theodosius II die zijn neef Valentinianus op de troon in het westen wilde hebben.

## Aëtius, Felix, Bonifatius en Placidia
Aëtius' eerste grote wapenfeit was het aanvoeren van een leger Hunnen tijdens de burgeroorlog tussen de keizers Johannes en Theodosius II in 425 in Italië. Aëtius kreeg van de Hunse koning Rua die hij goed kende dit leger mee om voor de West-Romeinse keizer Johannes het op te nemen tegen een Oost-Romeins leger, dat door Theodosius II gestuurd werd om zijn neef Valentinianus III op de troon te krijgen. Het leger arriveerde te laat om Johannes bij te kunnen staan en Valentinianus werd de nieuwe West-Romeinse keizer.
Drie dagen nadat Johannes was verslagen en gedood arriveerde Aëtius met het leger in Ravenna. Na wat schermutselingen sloot Aëtius een overeenkomst met Galla Placidia, de keizer-moeder en regentes van Valentinianus III: de Hunnen werden afbetaald en naar huis gestuurd, en Aëtius kreeg in Gallië de hoogste militaire functie van comes et magister militum per Gallias,  een positie met veel macht.
Aëtius voerde diverse campagnes tegen de Germaanse nieuwkomers in het rijk. In Gallië maakte Aëtius een einde aan de opstand van Visigoten door hen 426 bij Arles te verslaan en hij dwong hen om terug te keren naar Aquitanië. Hij herstelde deels de Rijngrens en pacificeerde Noricum waar sprake was van een opstand onder de bevolking en waar diverse Germaanse groepen rondtrokken die vrij spel hadden. Voor deze overwinning werd Aëtius beloond met de hoogste militaire rang van magister equitum praesentalis door Galla Placidia , waarmee hij op gelijke hoogte kwam als Felix.
Nadat hij Felix in mei 430 ten val had gebracht werd comes Bonifatius, een generaal die net als Aëtius over veel macht beschikte, zijn belangrijkste tegenstander. Deze generaal Bonifatius, die in Afrika verbleef, was in ongenade gevallen bij Placidia, waarschijnlijk als gevolg van intriges door Aëtius en andere Romeinse generaals en werd een nieuwe bron van onrust in het rijk.
Bonifatius kwam in opstand en liet de Vandalen naar de provincie Africa overkomen. In 432 kwam hij weer in de gunst bij Placidia en werd teruggeroepen naar Italië en kreeg daar een hoge positie. Aëtius, die geloofde dat Placidia van hem af wilde, marcheerde met zijn leger op tegen Bonifatius en bevocht hem in de slag bij Rimini. Bonifatius won deze slag, maar raakte zwaargewond en stierf een aantal maanden later. Aëtius ontsnapte na zijn nederlaag naar Dalmatië. Hij keerde met de hulp van de Hunnen terug (in ruil hiervoor ontvingen deze de Romeinse provincie Pannonië) en herstelde in 433 zijn machtspositie. Hij huwde met Pelagia, de weduwe van Bonifatius.

## Machtigste Romein van het Westen
Van 433 tot 454 was Aëtius de belangrijkste persoon van het West-Romeinse Rijk. Hij vervolgde zijn politiek van versterken van de Romeinse macht in Gallië en Spanje, waarbij hij diverse malen te maken kreeg met opstanden, o.a. van de Germaanse foederati binnen het rijk. In 435 verbraken de Bourgonden hun bondgenootschap met de Romeinen en vielen het aangrenzende gebied binnen. Aëtius zond als reactie hierop een strafexpeditie voornamelijk bestaande uit Hunnen. Bij Worms vernietigde dit leger de Bourgonden en roeide koning Gundohar, zijn familie en een groot deel van dit volk (20.000 man) uit. In 443 bracht Aëtius het overgebleven deel van de Bourgonden naar Sapaudie (Savoye). Naast de opstand van de Bourgonden brak er in 436 ook een vier jaar durende oorlog met de Goten uit in het zuiden van Gallie die door Aëtius werden verslagen.
Het heeft er alle schijn van dat toen Aetius tijdens de Vandaalse Oorlog (439-442) troepen uit Gallië terugtrok om tegen de Vandalen in te zetten, de Salische Franken deze situatie uitbuitten door het Romeinse gebied tot Cambrai in bezit te nemen. Ook de Ripuarische Franken maakten gebruik van de situatie en vielen Germania Prima binnen. Keulen en Trier worden door hen in 441 ingenomen.
Daarnaast ondervond in die periode het Noordwesten van Gallië en Spanje veel hinder van benden plunderaars, de zogenaamde Bagaudae. Aetius kwam hiertegen in het geweer, maar de dreiging van de Hunnen bracht hem ertoe halverwege 443 de campagnes in Gallie op te schorsen. 
Onder het koningschap van Rugula (425-434) bracht Aëtius een bondgenootschap met de Hunnen tot stand. In ruil voor vrede deed hij afstand van de provincie Pannonia en betaalde het Romeinse rijk een jaargeld. Na de dood van Hunnenkoning Rugula kwam korte tijd diens neef Bleda op de troon, maar deze werd snel vermoord en vervangen door zijn jongere broer Attila. 
In 447 verbrak Attila zijn bondgenootschap met Rome, viel de Balkan binnen en nam zestig steden in. Deze koerswijziging van de Hunnen betekende een nederlaag voor de politiek van Aëtius. Jarenlang had hij met groot succes de Hunnen weten te gebruiken om zijn positie zowel in Italië als Gallië te verstevigen, met de beëindiging van het bondgenootschap kwam daar nu een einde aan.

## De oorlog met de Hunnen
In 450 viel de Oost-Romeins keizer Theodosius II van zijn paard, waarbij hij dodelijk gewond werd. De onervaren Marcianus was zijn opvolger op de troon van het oosten. Marcianus weigerde Attila schatting te betalen en het zag ernaar uit dat de Hunnen opnieuw het oosten zouden aanvallen.
In Ravenna werd Eugenius, de geliefde van Iusta Grata Honoria, de zuster van Valentinianus III, gevangengezet. Als wraak schreef zij een brief aan Attila om hulp, wat hij met plezier inloste. Attila viel daarom in plaats van het oosten het westen aan.

### Slag op de Catalaunische Velden

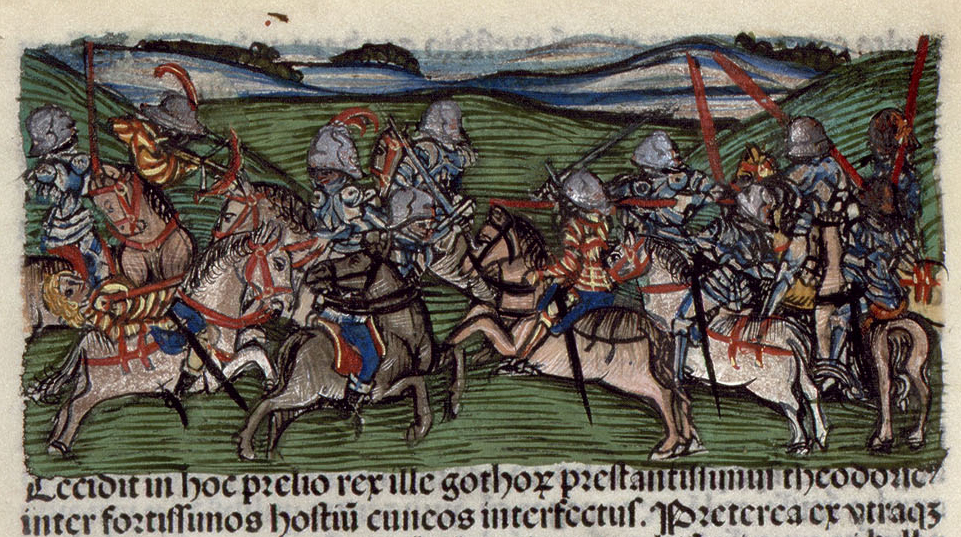
De Slag om de Catalaanse Vlaktes zoals afgebeeld in de Chronica Hungarorum

reisde af naar Gallia om het bondgenootschap van Hunnen, Gepiden en Ostrogoten het hoofd te bieden. Hij riep daartoe de hulp in van de Germaanse stammen die al op Romeins gebied waren doorgedrongen zoals de Visigoten, Bourgonden, Franken en Vandalen. Op 20 september 451 vond op de Campus Mauriacus of Catalaunische Velden, nabij Augustobona Tricassium en Catalaunum, een grote veldslag plaats. De Hunnen wisten maar met moeite aan een nederlaag te ontkomen en de slag eindigde in feite onbeslist. Aëtius liet hen de aftocht blazen, mogelijk om een tegenwicht tegen de Goten te kunnen behouden. Dit kwam hem duur te staan omdat de Hunnen zich in 452 tegen Italia keerden. Aëtius werden daarom in Rome en Ravenna allerlei verwijten gemaakt.

### Attila's inval in Italië
Aëtius kon de opmars van Attila door de Julische Alpen niet blokkeren. In plaats daarvan koos hij ervoor om Aquileia te verdedigen tegen Attila's aanval. Attila viel het rijk binnen en verwoestte Italië, nam talloze steden in en brak Aquileia bij de grond af. Keizer Valentinianus III vluchtte van het hof in Ravenna naar Rome. Aëtius bleef op afstand want het ontbrak hem aan de kracht om de strijd aan te gaan, in plaats daarvan positioneerde hij zijn leger in Bologna om de wegen door de Apennijnen naar Ravenna en Rome te blokkeren. Attila stopte uiteindelijk bij de Po, waar hij een delegatie van de keizer ontmoette. Volgens de overlevering wist de delegatie van de keizer Attila te overtuigen om van verder trekken af te zien, maar ook een aantal praktische factoren kunnen Attila ertoe gebracht hebben zich terug te trekken. Zijn leger was niet in staat om voldoende voedsel te verkrijgen en leed aan ziekten. Het leger van Aëtius was druk bezig het de Hunnen lastig te maken en uiteindelijk stuurde de Oost-Romeinse keizer troepen vanaf de Donau om de thuislanden van de Hunnen en hun vazallen aan te vallen.
In 453 stierf Attila, hiermee was Aëtius een grote tegenstander kwijt, maar ook dé reden dat hij onmisbaar was voor Rome ging ermee verloren.

## Moord op Aëtius
In de nasleep van de Hunse oorlog werd Aëtius' positie ondermijnd. Kritische geluiden gaven hem de schuld van de zwakke verdediging van Italië en de verwoestingen door de Hunnen. Hoewel Aëtius in 453 in staat was geweest om zijn zoon Gaudentius met Valentinianus' dochter Placidia te verloven, overheerste bij  Valentinianus het gevoel door Aëtius te worden geïntimideerd. Aëtius had dertig jaar eerder ooit Johannes tegen hem gesteund. Ook geloofde hij dat Aëtius zijn zoon op de keizerlijke troon wilde plaatsen. Nu er beschuldigende stemmen opklonken achtte Valentinianus de tijd rijp om zich tegen zijn opperbevelhebber te keren. De Romeinse senator Petronius Maximus en de kamerheer Heraclius betrokken de keizer bij een complot om Aëtius te vermoorden. Toen hij op 21 september 454 aan het hof in Ravenna aanwezig was voor een vergadering over financiële zaken, werd Aëtius door keizer Valentinianus eigenhandig vermoord. Edward Gibbon legt Sidonius Apollinaris de beroemde opmerking in zijn mond: 
Ik ben onwetend, heer, over uw motieven of provocaties, ik weet alleen dat u als een man hebt gehandeld die met zijn linkerhand zijn rechterhand heeft afgeslagen.
Maximus verwachtte dat hij in plaats van Aëtius tot patriciër zou worden verheven, maar hij werd hierin tegengewerkt door Heraclius. Zinnend op wraak kwam Maximus met twee Hunse vrienden van Aëtius, Optila en Thraustila, overeen om zowel Valentinianus III als Heraclius te vermoorden. Op 16 maart 455 stak Optila de keizer in de tempel neer toen hij op de Campus Martius van zijn paard stapte. Toen de verbijsterde keizer opkeek om te zien wie hem had aangevallen, maakte Optila hem af met een volgende zwaardstoot. Intussen was Thraustila naar voren gestapt en had hij Heraclius gedood. Het merendeel van de soldaten die dichtbij stonden waren trouwe volgelingen van Aëtius geweest. Niemand stak een vinger uit om de keizer te redden.
Aëtius werd als legerleider in Gallië door Aegidius opgevolgd.

## Voetnoten
1. ↑  Cassiodorus, Chronica, s.a. 425; Gregorius van Tours, ii.8; Philostorgius, xii.4; Prosper s.a. 425; Chronica gallica 452, 100; Jordanes, Romana, 328
2. ↑  Hughes 2012, pp. 31–33.
3. ↑  Scharf 1994, p. 144.
4. ↑  Prosper, s.a. 428
5. ↑  Gregorius van Tours, Historia Francorum 2, 9
6. ↑  Syvänne 2020, p. 58.
7. ↑  Bury, J.B., "Justa Grata Honoria," pp. 11
8. ↑  Geven, John (2014), The Fragmentary History of Priscus: Attila, the Huns and the Roman Empire, AD 430–476
9. ↑  Heather, P. (2010), The Fall of the Roman Empire, pag. 341
10. ↑  Prosper, s.a. 452
11. ↑  Edward Gibbon, Decline and Fall of the Roman Empire, hoofdstuk. 35